# Athelia fibulata
Athelia fibulata ist eine Ständerpilzart aus der Familie der Gewebehautverwandten (Atheliaceae). Sie bildet resupinate, weiße und schimmelteppichartige Fruchtkörper auf Koniferen, Moosen, Farnen und Laubbäumen aus. Die bekannte Verbreitung der Art umfasst mit Eurasien und Nordamerika ein holarktisches Areal.

## Merkmale

### Makroskopische Merkmale
Athelia fibulata bildet wie alle Arten aus der Gattung der Gewebehäute (Athelia) weißliche bis gelbliche, dünne Fruchtkörper mit glattem Hymenium und unscheinbarem bis faserigem Ränder aus. Sie sind resupinat, das heißt direkt auf dem Substrat anliegend, und lassen sich leicht von diesem ablösen.

### Mikroskopische Merkmale
Athelia fibulata besitzt eine für Gewebehäute typische monomitisch Hyphenstruktur, das heißt, sie besitzt lediglich generative Hyphen, die dem Wachstum des Fruchtkörpers dienen. Die Hyphen sind hyalin und dünnwandig. Sie besitzen stets Schnallen und sind 3–5 µm breit. Die Art verfügt nicht über Zystiden. Ihre Basidien sind hyalin, keulenförmig, 15–20 × 6–8 µm groß und keulenartig geformt. An der Basis weisen sie eine Schnalle auf, sie besitzen vier Sterigmata. Die Sporen des Pilzes sind ellipsoid oder zylindrisch geformt, 7–9 × 3,5–4,5 µm groß, glatt und dünnwandig sowie hyalin. Häufig kleben sie aneinander.

## Verbreitung
Die bekannte Verbreitung von Athelia fibulata umfasst mit ganz Europa, der ehemaligen UdSSR, Kanada und den USA weite Teile Eurasiens und Nordamerikas.

## Ökologie
Athelia fibulata ist ein Saprobiont, der Koniferen, Farne, Moose und Laubbäume befällt. Substrate können dabei sowohl Totholz als auch herabgefallene Blätter und lebende Pflanzenteile sein. Der Pilz wurde unter anderem auf Rotbuche (Fagus sylvatica), Hylocomium schreberi, Adlerfarn (Pteridium aquilinum) und Weiß-Tannen (Abies alba) gefunden.